# Johan Frans van Bemmelen
Johan Frans van Bemmelen (Groningen, 26 december 1859 – Leiden, 6 augustus 1956) was een Nederlands zoöloog en paleontoloog. Hij was als hoogleraar verbonden aan de Rijksuniversiteit Groningen.

## Biografie
Van Bemmelen werd geboren op 26 december 1859 en was de zoon van de hoogleraar scheikunde Jacob Maarten van Bemmelen en Maria Boeke. Eerst ging hij in zijn geboorteplaats naar de lagere school, vervolgens doorliep hij in Arnhem de hogereburgerschool en ging hij in Leiden naar het gymnasium. Hij slaagde op vijftienjarige leeftijd voor het toelatingsexamen van de universiteit, maar zijn vader achtte hem te jong en daarom ging hij eerst naar de hogereburgerschool in Leiden. Doordat hij tyfus kreeg was hij niet in staat om zijn studie te voltooien. Hij begon in 1877 (op zeventienjarige leeftijd) aan een studie biologie aan de Universiteit Leiden. In 1882 promoveerde hij bij Christiaan Karel Hoffmann, en begeleid door Ambrosius Hubrecht, op het proefschrift Over den bouw der schelpen van Brachiopoden en Chitonen. Hubrecht werd datzelfde jaar in Utrecht aangesteld als hoogleraar en Van Bemmelen verhuisde met hem mee. Hij ging daar aan de slag als assistent, verbonden aan het zoölogisch laboratorium van de universiteit. In deze periode bracht hij bezoeken aan de universiteiten van Jena en Heidelberg en het zoölogisch station in Napels. Hij begon zich bezig te houden met de vergelijkende embryologie. Ook deed hij onderzoek naar de erfelijkheid van aangeleerde eigenschappen. Het Provinciaal Utrechts Genootschap van Kunsten en Wetenschappen schreef voor dit onderwerp een prijsvraag uit en de inzending van Van Bemmelen – een omvangrijk boekwerk – werd bekroond met een gouden medaille. Zijn inzending werd in 1890 uitgegeven onder de titel De erfelijkheid van verworven eigenschappen. Hij verdedigde het toen nog moderne standpunt dat uitgesloten dient te worden dat aangeleerde eigenschappen genetisch doorgegeven worden.
In 1887 verruilde hij zijn positie in Utrecht voor die van docent plastische anatomie aan de Rijksnormaalschool voor Teekenonderwijzers en de Rijkskunstnijverheidsschool in Amsterdam. Hij nam ontslag om deel te nemen aan een wetenschappelijke expeditie van Jan Willem IJzerman en vertrok in 1890 naar Nederlands-Indië. Deze expeditie zou hem dwars door Sumatra voeren. Na aankomst verbleef hij de eerste maanden in de Wijnkoopsbaai in het zuidwesten van Java. Daar deed hij onderzoek naar de fauna van riffen. Daarna verbleef hij enige tijd in Deli. In 1891 begon de reis door Sumatra dan echt en het startpunt was Padang. De eindbestemming was Siak, gelegen aan de oostkust van het eiland. Voor de zoölogie leverde deze reis nagenoeg niks op. Er moest snel gereisd worden omdat ze niet onderweg hun voedselvoorraad konden vernieuwen. Ook konden er nauwelijks instrumenten meegenomen worden, zoals instrumenten om te prepareren. Na terugkomst op Java ging hij te Batavia aan de slag als docent aan het Gymnasium Willem III. Ook maakte de Koninklijke Paketvaart Maatschappij het mogelijk voor hem om nog een aantal keer door Nederlands-Indië te reizen. Hij schreef voor de Koninklijke Paketvaart Maatschappij samen met Gijsbert Brandt Hooijer het werk Reisgids voor Nederlandsch-Indië, dat in 1886 uitgegeven werd. Tijdens zijn verblijf in Batavia begon hij met het schrijven van populairwetenschappelijke artikelen voor De Javabode, Het Vaderland en de Haagsche Post. Nadat hij terugkeerde naar Nederland bleef hij daarmee doorgaan.
In 1894 keerde hij terug naar Nederland. Datzelfde jaar begon hij als docent natuurlijke historie aan het Haagsch Gymnasium en vervolgens werd hij in 1897 docent aan de hogereburgerschool in Den Haag. In 1899 werd hij daarnaast assistent bij de Polytechnische School te Delft. Hij doceerde daar eerst biologie en kreeg er later de paleontologie bij. In 1906 werd hij benoemd tot buitengewoon hoogleraar historische geologie en paleontologie aan de polytechnische school. Hij aanvaardde het ambt met de rede Het goed recht der paleontologie aan een Polytechnische Hoogeschool. Het jaar erop verruilde hij deze positie voor die van hoogleraar dierkunde, vergelijkende ontleedkunde en fysiologie aan de Rijksuniversiteit Groningen. Hij volgde Hendrik Jan van Ankum op. Van Ankum was opgestapt nadat het zoölogisch museum waar hij zich voor had ingezet afgebrand was. Ook het zoölogisch laboratorium was verwoest. Het was vervolgens aan Van Bemmelen om het instituut waarover hij nu de leiding had opnieuw op te bouwen. Dit was ook bepalend voor de keuze van zijn onderzoek en zijn oratie: Verdwenen dieren. Tijdens het collegejaar 1918-1919 was hij rector magnificus. Zijn overdrachtsrede op 15 september 1919 had als titel Hedendaagsche dieren. In 1915 werd hij lid van de Koninklijke Akademie van Wetenschappen. Hij ging in 1930 met emeritaat en zijn afscheidscollege was getiteld Toekomstige Dieren.
Van Bemmelen overleed op 6 augustus 1956 in Leiden.

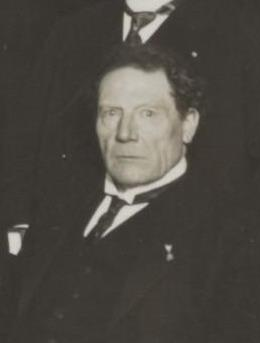
Johan Frans van Bemmelen, Natuurkundig Genootschap Groningen1926 (cropped)

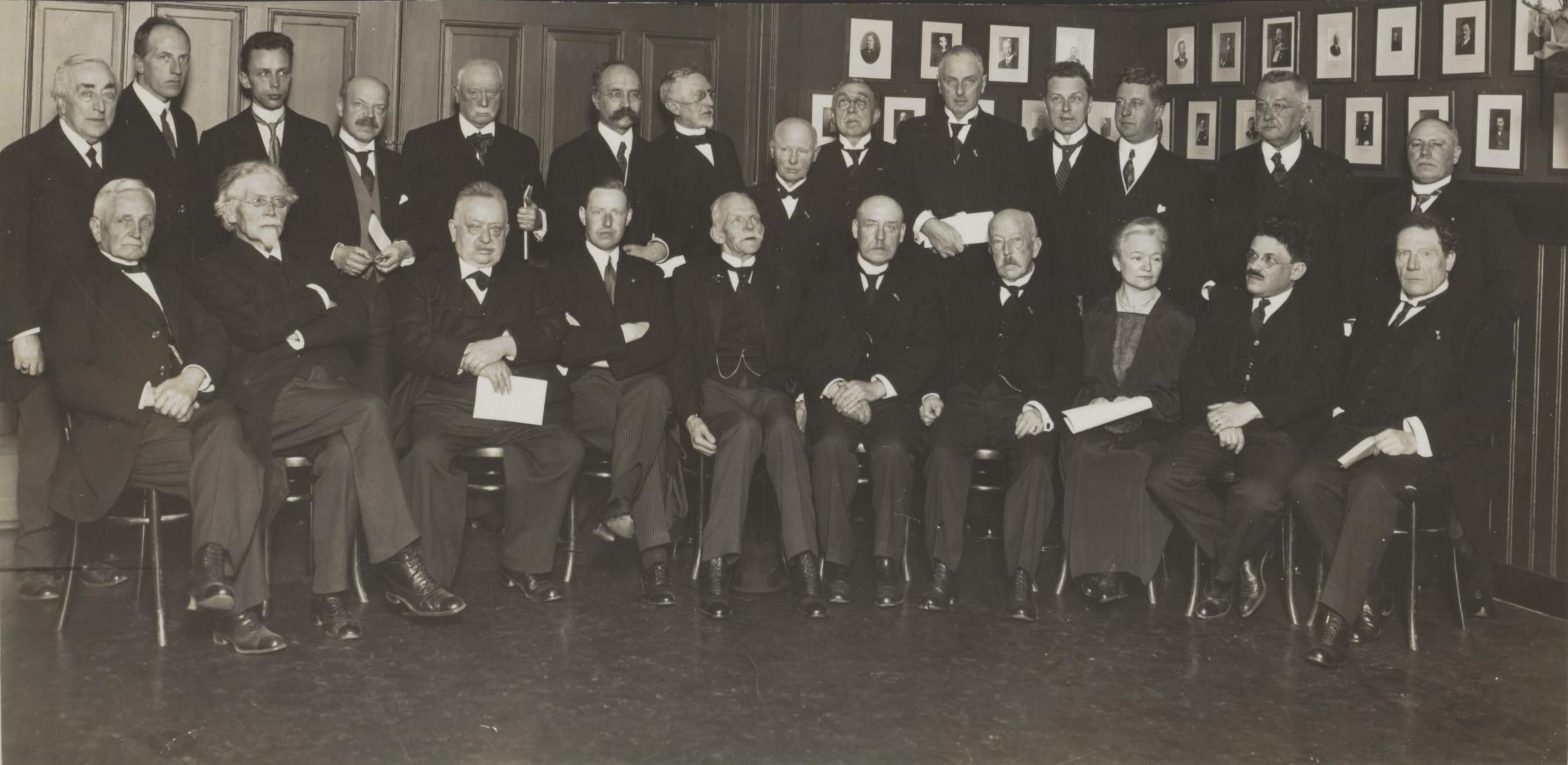
Natuurkundig Genootschap Groningen, 1926

## Onderzoek
Van Bemmelen deed onder andere onderzoek naar de groepen keverslakken en armpotigen. Zijn proefschrift ging dan ook over de bouw van schelpen van soorten uit deze groepen. Daarna publiceerde hij een aantal maal over de weke delen van de soorten uit deze groepen. Ook was hij de eerste onderzoeker die de microscopische kenmerken van Brachiopoden beschreef.
Tijdens zijn tijd bij het Zoölogisch Station in Napels deed hij onderzoek naar rudimentaire kieuwspleten bij reptielen en haaien. Zijn resultaten werden in 1887 gepubliceerd in Beiträge zur Kenntnis der Halsgegend bei Reptilien. Aanvankelijk zou dit werk het eerste deel van een serie zijn maar Van Bemmelen richtte zich na publicatie op andere onderwerpen. Een van die onderwerpen waren de schedels van de lederschildpad en het ontstaan van schildpadden. Hij concludeerde dat de schedel van de lederschildpad voor een deel uit primitieve kenmerken bestaat die overeenkomen met de schedels van andere soorten zeeschildpadden. Andere delen van de schedel hadden zich doorontwikkeld nadat de lederschildpad teruggekeerd was naar de zee. In dezelfde periode begon hij onderzoek te doen naar de kleurpatronen op de vleugels van vlinders. Hij bleef wel voornamelijk vergelijkend anatomisch onderzoek naar gewervelden verrichten. Ook deed hij onderzoek naar de schedels van snaveldieren. Hij ontdekte dat hun schedels overeenkomsten vertonen met die van reptielen. Zijn laatste belangrijke publicatie naar de vergelijkende anatomie bij gewervelden ging over de verschillen tussen schedels van de haas en het konijn. Deze publicatie werd in 1909 uitgebracht. Hij concludeerde dat doordat konijnen in holen leven hun schedels zich aan moesten passen, waardoor de zintuigen in eerste instantie minder ontwikkeld werden en de kaken zich juist sterk ontwikkelden.
Na zijn werk over de schedels van de haas en het konijn verschoof de focus van zijn onderzoek geleidelijk naar de kleurpatronen op de vleugels van vlinders. Hiervoor gebruikte hij de collectie van het Zoölogisch Laboratorium in Groningen. Hij constateerde dat vlindervleugels zowel een primair als een secundair kleurenpatroon hebben. Het primaire patroon is sterk afhankelijk van de aders die door de vleugel lopen en wordt later in het leven verdrongen door het secundaire patroon. Een aanzienlijk deel van dit onderzoek werd voltooid door twee promovendi van Van Bemmelen: Jacob Botke en Abraham Schierbeek, die onder zijn begeleiding een proefschrift schreven. Andere delen van het onderzoek publiceerde hij zelf middels een reeks van artikelen die later in Verslagen en in de Proceedings van de Koninklijke Nederlandse Akademie van Wetenschappen gepubliceerd werden. Hij deed niet alleen onderzoek naar vlinders maar ook naar insecten uit de groepen schietmotten en tweevleugeligen en naar de kleurpatronen in de vacht van zoogdieren. Zijn uiteindelijke conclusie was dat strepen zijn ontstaan doordat rijen van vlekken zijn samengesmolten.
Aan het eind van zijn Groningse periode begon hij zich bezig te houden met de erfelijkheid van de mens. Hij verhuisde naar Den Haag en kreeg toen voldoende gelegenheid om zich met dit onderwerp bezig te houden. In 1933 werd het Nederlands Instituut voor Erfelijkheidsonderzoek bij den Mens en voor Rassenbiologie opgericht en dit instituut had ook een afdeling biogenealogie waarvan Van Bemmelen het hoofd werd. Hij deed daar vergelijkend onderzoek naar het gelaat van mensen. Hij gebruikte hiervoor portretten van mensen behorende tot verschillende families en afkomstig uit verschillende tijden zonder dat er een duidelijke familieband tussen de personen was. Hij veronderstelde dat gelijkenissen in uiterlijk betekende dat er een gemeenschappelijke voorouder was. Hij probeerde zijn veronderstelling middels genealogisch onderzoek naar drie op het oog niet verwante personen die op elkaar lijken. Het resultaat was positief. Dit deed hij nog vele malen en ook voor andere factoren zoals overgewicht en het hebben van een lang leven.

## Publicaties (selectie)
- De achtergrond van de persoonskaart (1941).
- Afstamming en erfelijkheid en de kwartierstaat (1940).
- Ergebnisse meiner Untersuchungen über die Farbenzeichnung der Insekten. (1930).
- Toekomstige Dieren (1930, afscheidscollege).
- Hedendaagsche dieren (1919, rectorale rede).
- Over de fauna van den Indischen archipel (1915).
- Verdwenen dieren (1907, oratie).
- Het goed recht der paleontologie aan een Polytechnische Hoogeschool. (1906, oratie)
- Schädelbau von Monotremen (1901).
- Schädelbau von Dermochelys Coriacea (1897).
- Dwars door Sumatra (1895).
- Uit Indië reisindrukken en herinneringen uit onzen archipel (1895).
- Indische huisdieren (1894).
- De erfelijkheid van verworven eigenschappen (1890).
- De ontwikkeling der vlindervleugels in de pop (1890).
- Die Halsgegend der Reptiliën (1888).
- Beiträge zur Kenntnis der Halsgegend bei Reptilien (1887).
- Reisgids voor Nederlandsch-Indië  (1886). met: Gijsbert Brandt Hooijer
- Anatomie und Histologie der Brachiopoden (1883).
- Over den bouw der schelpen van Brachiopoden en Chitonen (1882, proefschrift).